# Costin Lazăr
Pour les articles homonymes, voir Lazăr.
Costin Lazăr, né le 21 avril 1981 à Bucarest (Roumanie), est un ancien footballeur international roumain. Il évoluait au poste de milieu défensif.

## Biographie

### Carrière en club
Le 21 juillet 2011, il s'engage en faveur du PAOK Salonique. 
Son premier but avec son nouveau club a lieu le 4 décembre 2011, lors de la 12e journée du Championnat contre le PAS Giannina.

### Carrière internationale
Costin Lazăr a fait ses débuts internationaux pour la Roumanie lors d'un match amical perdu 1-2 face à la Côte d'Ivoire le 12 novembre 2005.

## Statistiques détaillées
| Saison                | Club                  | Championnat           | Championnat | Championnat | Coupe(s) nationale(s) | Coupe(s) nationale(s) | Compétition(s) continentale(s) | Compétition(s) continentale(s) | Compétition(s) continentale(s) | Sélection | Sélection | Sélection | Total | Total |
| Saison                | Club                  | Division              | M.          | B.          | M.                    | B.                    | Comp.                          | M.                             | B.                             | Équipe    | M.        | B.        | M.    | B.    |
| 1999 - 2000           | Sportul Studențesc    | 2                     | 5           | 0           | 0                     | 0                     | -                              | -                              | -                              | -         | -         | -         | 5     | 0     |
| 2000 - 2001           | Sportul Studențesc    | 2                     | 28          | 2           | 4                     | 0                     | -                              | -                              | -                              | -         | -         | -         | 32    | 2     |
| 2001 - 2002           | Sportul Studențesc    | 1                     | 28          | 1           | 2                     | 0                     | -                              | -                              | -                              | -         | -         | -         | 30    | 1     |
| 2002 - 2003           | Sportul Studențesc    | 1                     | 21          | 0           | 1                     | 0                     | -                              | -                              | -                              | -         | -         | -         | 22    | 0     |
| 2003 - 2004           | Sportul Studențesc    | 2                     | 30          | 5           | 1                     | 0                     | -                              | -                              | -                              | -         | -         | -         | 31    | 5     |
| 2004 - 2005           | Sportul Studențesc    | 1                     | 19          | 1           | 4                     | 0                     | -                              | -                              | -                              | -         | -         | -         | 23    | 1     |
| 2005 - 2006           | Sportul Studențesc    | 1                     | 25          | 2           | 0                     | 0                     | -                              | -                              | -                              | Roumanie  | 2         | 0         | 27    | 2     |
| 2006 - 2007           | Sportul Studențesc    | 2                     | 1           | 0           | 2                     | 0                     | -                              | -                              | -                              | -         | -         | -         | 3     | 0     |
| 2006 - 2007           | Rapid Bucarest        | 1                     | 26          | 2           | 4                     | 0                     | C3                             | 6                              | 0                              | -         | -         | -         | 36    | 2     |
| 2007 - 2008           | Rapid Bucarest        | 1                     | 24          | 4           | 1                     | 0                     | C3                             | 1                              | 1                              | Roumanie  | 1         | 0         | 27    | 5     |
| 2008 - 2009           | Rapid Bucarest        | 1                     | 30          | 0           | 3                     | 1                     | C3                             | 1                              | 0                              | Roumanie  | 5         | 0         | 39    | 1     |
| 2009 - 2010           | Rapid Bucarest        | 1                     | 31          | 2           | 2                     | 1                     | -                              | -                              | -                              | Roumanie  | 1         | 0         | 34    | 3     |
| 2010 - 2011           | Rapid Bucarest        | 1                     | 23          | 1           | 2                     | 0                     | -                              | -                              | -                              | -         | -         | -         | 25    | 1     |
| 2011 - 2012           | PAOK                  | 1                     | 20          | 3           | 2                     | 0                     | C3                             | 10                             | 1                              | Roumanie  | 7         | 0         | 39    | 4     |
| Total sur la carrière | Total sur la carrière | Total sur la carrière | 311         | 23          | 28                    | 2                     | -                              | 18                             | 2                              | 0         | 16        | 0         | 373   | 27    |

## Palmarès

### Club
- Sportul Studențesc :
  - Champion de Roumanie de D2 en 2001 et 2004.

- Rapid Bucarest :
  - Vainqueur de la Coupe de Roumanie en 2007.
  - Vainqueur de la Supercoupe de Roumanie en 2007.

- PAOK Salonique :
  - Vice-Champion de Grèce en 2013 et 2014.
  - Finaliste de la Coupe de Grèce en 2014.

- Voluntari :
  - Vainqueur de la Coupe de Roumanie en 2017.
  - Vainqueur de la Supercoupe de Roumanie en 2017.